# Wellenfeldsynthese

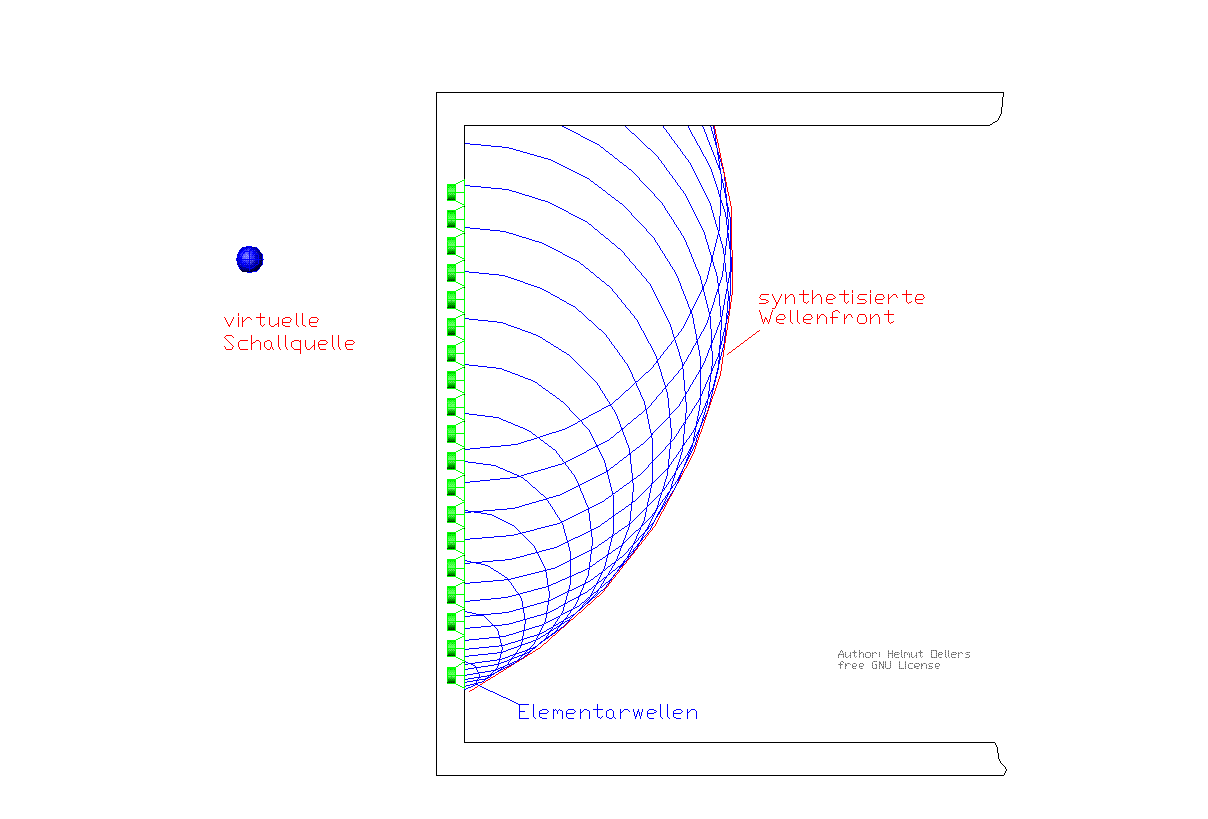
WFS-Rekonstruktion der Wellenfront, zur [http://www.holophony.net/Principle%20of%20wave%20field%20synthesis.htm Animation

Die Wellenfeldsynthese (WFS) ist ein räumliches Audiowiedergabeverfahren mit dem Ziel, virtuelle akustische Umgebungen zu schaffen. Die Synthese erzeugt Wellenfronten, die von einem virtuellen Punkt ausgehen. Dessen akustische Lokalisation ist nicht von der Zuhörerposition und auch nicht, wie bei den konventionellen Mehrkanalverfahren, von psychoakustischen Effekten wie der Phantomschallquellenbildung abhängig.

## Physikalische Grundlagen
Die Synthese basiert auf dem Huygens-Prinzip, das beschreibt, dass jede Wellenfront auch als Überlagerung von Elementarwellen betrachtet werden kann. Deshalb lässt sich aus solchen Elementarwellen auch jede beliebige Wellenfront synthetisieren.
Um Schallwellen zu erzeugen, steuert eine Computersynthese dabei jeden der einzelnen Lautsprecher – angeordnet in Reihen rings um den Zuhörer – genau in dem Moment an, zu dem eine virtuelle Wellenfront seinen Raumpunkt durchlaufen würde. Professor Berkhout erfand dieses Verfahren 1988 an der Technischen Universität Delft.
Mathematische Basis ist das Kirchhoff-Helmholtz-Integral, das beschreibt, dass der Schalldruck in jedem Punkt innerhalb eines quellfreien Volumens bestimmt ist, wenn Schalldruck und Schallschnelle in allen Punkten seiner Oberfläche determiniert sind.
{\displaystyle {\boldsymbol {P}}(w,z)=\iint _{dA}\left(G(w,z\vert z'){\frac {\partial }{\partial n}}P(w,z')-P(w,z'){\frac {\partial }{\partial n}}G(w,z\vert z')\right)dz'}
Deshalb kann jedes Schallfeld rekonstruiert werden, wenn Schalldruck und Schallschnelle auf allen Punkten der Oberfläche des Volumens rekonstruiert werden. Ein solcher räumlicher Ansatz beschreibt das Prinzip der Holofonie. Dabei müsste die gesamte Oberfläche des Volumens, also alle Begrenzungsflächen des Wiedergaberaumes, dicht an dicht mit Monopolen und Dipolen zur Schallerzeugung bestückt werden, alle einzeln angesteuert mit ihrem jeweiligen Signal. Darüber hinaus müsste der Raum reflexionsfrei sein, um die Bedingung des quellfreien Volumens zu erfüllen. Das ist ein praktisch nicht zu realisierender Ansatz, weshalb vereinfachte, praktikable Verfahren gefunden werden mussten. Gemäß Rayleigh II ist der Schalldruck in jedem Punkt eines Halbraumes determiniert, wenn der Schalldruck in jedem Punkt einer Ebene bekannt ist. Weil unsere akustische Wahrnehmung in der Azimutebene am genauesten ist, wird das Verfahren bis heute allgemein auf eine einzelne Lautsprecherreihe rings um den Zuhörer reduziert.
Der Ausgangspunkt der synthetisierten Wellenfront kann dann jeder beliebige Punkt innerhalb der horizontalen Ebene der Lautsprecher sein. Er repräsentiert die virtuelle akustische Quelle, die sich in ihrem Verhalten kaum von einer realen akustischen Quelle an ihrer Position unterscheidet. Sie scheint sich nicht mehr mitzubewegen, wenn sich der Zuhörer im Abhörraum bewegt. Konvexe oder auch konkave Wellenfronten können erzeugt werden, die virtuelle Schallquelle kann sich auch innerhalb der Lautsprecheranordnung befinden und sie wird sogar „umgehbar“.

## Vorzüge des Verfahrens
Bei der Wiedergabe einer akustischen Szene erzielen Stereofonie, 5.1 und andere konventionelle Wiedergabetechniken den optimalen Höreindruck in einem eng begrenzten Bereich, dem Sweet Spot. Befindet sich ein Zuhörer außerhalb des Sweet Spots, reduziert sich die wahrgenommene Qualität der räumlichen Wiedergabe deutlich. Im Gegensatz zu diesen konventionellen Verfahren erreicht WFS zumindest eine näherungsweise Nachbildung des Wellenfeldes einer akustischen Szene innerhalb eines ausgedehnten Abhörbereichs. So ist die optimale Wiedergabe nicht auf einen einzigen Punkt beschränkt und es kann für ganze Gruppen von Zuhörern eine hohe Wiedergabequalität erreicht werden. Außerdem haben die Zuhörer die Möglichkeit, sich innerhalb des Abhörbereichs frei zu bewegen, was zum einen das Hörerlebnis intensiviert und darüber hinaus auch den Abstand einer wiedergegebenen Quelle zum Zuhörer direkt wahrnehmbar macht. Eine geeignete räumliche Aufnahme vorausgesetzt, ist es mittels WFS möglich, das Schallfeld eines Aufnahmeraumes physikalisch weitgehend wiederherzustellen, so dass sich eine Veränderung der Zuhörerposition im Wiedergaberaum akustisch genauso auswirken würde wie eine entsprechende Ortsveränderung im Aufnahmeraum.
Es ist darüber hinaus möglich, mit WFS die Akustik eines real existierenden oder eines virtuellen Raumes darzustellen, ohne dass eine akustische Szene in diesem Raum direkt aufgenommen wurde. Zur Nachbildung eines real existierenden Raums kann ein unverhallt aufgenommenes Signal mit mehreren im nachzubildenden Raum entsprechend gemessene Impulsantworten gefaltet werden. Diese Impulsantworten stellen den Widerhall des betrachteten Raums aus verschiedenen Richtungen dar. Für die akustische Darstellung eines virtuellen Raums können diese Impulsantworten durch ein Spiegelschallquellen-Modell bestimmt werden.
Von der Moving Picture Expert Group wurde der objektorientierte Übertragungsstandard MPEG-4 genormt, der eine getrennte Übertragung von Inhalt (dem trocken aufgenommenen Audiosignal) und Form (der Impulsantwort oder des Spiegelschallquellenmodells) ermöglicht. Jede virtuelle Schallquelle benötigt dabei ihren eigenen (Mono-)Audiokanal.
Das räumliche Schallfeld im Aufnahmeraum besteht aus der direkten Welle der Schallquelle und einem räumlich verteilten Muster von Spiegelschallquellen. Sie entstehen dadurch, dass die direkte Welle von allen Oberflächen des Aufnahmeraumes reflektiert wird. Ihre räumliche Verteilung auf einige wenige Lautsprecherpositionen zu reduzieren, wie das bei allen konventionellen, kanalgebundenen Verfahren der Fall ist, muss zwangsläufig einen signifikanten Verlust an Rauminformation zur Folge haben.
Viel exakter kann das Schallfeld auf der Wiedergabeseite synthetisiert werden. Dazu werden die einzelnen Schallquellen trocken aufgezeichnet. Die Reflexionen des Aufnahmeraumes werden dann wiedergabeseitig synthetisiert. Aufnahmeseitige Probleme, die bei den konventionellen Verfahren unlösbar sind, entstehen bei solch einer objektorientierten Methode erst gar nicht. Zudem sind bei der Wiedergabe nicht mehr alle Signalkomponenten untrennbar vermischt; direkte Welle, erste Reflexionen und Nachhall werden auf der Wiedergabeseite getrennt manipulierbar.
Auch für konventionelle Aufzeichnungen bietet das Verfahren einen deutlichen Vorteil: „Virtual panning spots“ genannte virtuelle Schallquellen, die das Signal der zugehörigen Kanäle wiedergeben, können weit außerhalb des realen Wiedergaberaumes positioniert werden. Das verringert den Einfluss der Zuhörerposition, weil die relativen Änderungen in Einfallswinkel und Pegel deutlich geringer sind als bei den nahe gelegenen realen Lautsprecherboxen. Das erweitert den Sweet Spot beträchtlich, er kann sich nun fast über den gesamten Wiedergaberaum erstrecken.

## Verbleibende Probleme
Der am deutlichsten wahrnehmbare Unterschied zum Originalschallfeld ist bisher die Reduktion des Schallfeldes auf die horizontale Ebene der Lautsprecherreihen. Sie ist deshalb besonders auffällig, weil durch die notwendige akustische Bedämpfung des Wiedergaberaumes kaum Spiegelschallquellen außerhalb dieser Ebene entstehen. Jedoch wäre ohne diese akustische Bedämpfung die Bedingung des quellfreien Volumens aus dem mathematischen Ansatz verletzt. Doppelräumigkeit der Wiedergabe wäre die Folge.
Störend ist auch der „Truncation-Effekt“. Weil die Wellenfront nicht von einer einzelnen Schallquelle, sondern durch die Überlagerung aller Wellenfronten der Einzelstrahler gebildet wird, entsteht ein plötzlicher Druckwechsel, wenn am Ende der Lautsprecheranordnung keine weiteren Strahler mehr ihren Beitrag liefern. Diese „Schattenwelle“ kann abgeschwächt werden, wenn schon die äußeren Lautsprecher in ihrem Pegel reduziert werden. Für virtuelle Schallquellen innerhalb der Lautsprecheranordnung eilt diese Druckänderung jedoch der eigentlichen Wellenfront voraus, wodurch sie deutlich hörbar wird.
Da bei der WFS versucht wird, einen anderen Raum zu simulieren als der vorhandene, muss die Akustik des Wiedergaberaumes unterdrückt werden. Die eine Möglichkeit dazu ist, die Wände entsprechend absorptiv zu gestalten. Die zweite Möglichkeit ist die Wiedergabe im Nahfeld. Dabei befinden sich die Lautsprecher sehr nahe an der Hörzone oder die Membranfläche muss sehr groß sein.
Ein weiteres Problem ist bis heute der hohe Aufwand. Eine große Anzahl einzelner Schallwandler muss sehr eng benachbart aufgebaut werden. Anderenfalls werden räumliche Aliasing-Effekte hörbar. Sie entstehen, weil nicht eine unbegrenzte Anzahl von Elementarwellen erzeugt werden kann, so wie es der mathematische Ansatz beschreibt. Durch die Diskretisierung entstehen innerhalb des Wiedergabebereiches positionsabhängige schmalbandige Einbrüche im Frequenzgang. Ihre Frequenz ist vom Winkel der virtuellen Schallquelle und vom Winkel des Zuhörers gegen die erzeugende Lautsprecherfront abhängig:
{\displaystyle f_{\mathrm {alias} }={\frac {c}{\Delta x\mid \sin \Theta ^{sec}-\sin \Theta ^{v}\mid }}}
Für eine weitgehend aliasingfreie Wiedergabe im gesamten Hörbereich wäre danach ein Abstand der Einzelstrahler unter 2 cm notwendig. Aber glücklicherweise ist unser Ohr nicht besonders empfindlich für diesen Effekt, so dass er schon bei 10 bis 15 cm Strahlerabstand kaum noch störend ist. Andererseits begrenzt die Größe des Strahlerfeldes den Darstellungsbereich, außerhalb seiner Grenzen können keine virtuellen Schallquellen erzeugt werden. Deshalb scheint die Reduktion des Verfahrens auf die horizontale Ebene bis heute gerechtfertigt.

## Forschung und Marktreife
Die neueren Verfahren zur WFS wurden ab 1988 zuerst an der TU Delft entwickelt. Im Rahmen des von der EU geförderten Projektes CARROUSO (Januar 2001 bis Juni 2003) forschten europaweit zehn Institute auf diesem Gebiet. Die beteiligten Forschungsinstitute waren IRCAM, IRT und das Fraunhofer IDMT, die beteiligten Universitäten waren die TU Delft, die Universität Erlangen, die AU Thessaloniki und die EPFL Lausanne (Integrated System Laboratory), beteiligte Unternehmen Studer, France Telecom und Thales.
Für die horizontalen Lautsprecherreihen rings um den Zuhörer sind aber, auch wegen der Notwendigkeit, den Wiedergaberaum akustisch zu bedämpfen, die Akzeptanzprobleme so groß, dass sich das Verfahren im Heimbereich nicht durchsetzen konnte. Für ein solches zweidimensionales Verfahren ist der Durchbruch in diesem Marktsegment kaum zu erwarten, auch weil mit Ambisonics eine vergleichbare dreidimensionale Lösung für den Heimbereich existiert. Auch zusätzliche WFS-Wandler an der Zimmerdecke oder die Einbeziehung eines 2,5-D-Syntheseoperators werden diese Situation kaum ändern. Ein dreidimensionaler Lösungsvorschlag, der die Akustik des Wiedergaberaumes in die Synthese einbezieht, ist zwar bekannt, aber wegen des hohen Aufwandes bis heute kaum realisierbar. Andere Bemühungen zielen darauf ab, die Schallwandler unsichtbar in den Wiedergaberaum zu integrieren, zum Beispiel durch Flächenlautsprecher. Ein alternativer Ansatz ist die psychoakustische Wellenfeldsynthese: Sie zielt nicht auf eine perfekte physikalische Kopie des Schallfeldes ab, sondern synthetisiert die Parameter des Schallfeldes, die der Mensch für die Lokalisation der Quelle und die Wahrnehmung von Timbre, Tonhöhe und Quellenausdehnung heranzieht. Dabei ist es ausreichend, die Parameter nur mit der Genauigkeit zu erzeugen, die auch das menschliche Gehör aufweist. So lassen sich die benötigte Anzahl an Lautsprechern sowie der Rechenaufwand enorm reduzieren.
Bei der WFS werden üblicherweise Primärschall, frühe Reflexionen und der Nachhall getrennt bearbeitet. Bei einer allein auf der Impulsantwort basierenden Synthese gerät das Verfahren noch heute für bewegte Schallquellen an die Grenzen der verfügbaren Rechenleistung. Deshalb werden auch Kombinationen von modellbasiertem Verfahren für die direkte Wellenfront und die frühen schallstarken Reflexionen mit impulsantwortbasierter Erzeugung des für die Lokalisation der Schallquelle weniger wichtigen Nachhalls angewendet. Das verringert die benötigte Rechenleistung enorm.
In den vergangenen Jahren wurden – vor allem im öffentlichen Bereich – verschiedene WFS-Systeme installiert. Für die Bregenzer Festspiele, die Seefestspiele Mörbisch, im KinderMedienzentrum in Erfurt sowie an verschiedenen Universitäten erzeugen die Lautsprecherreihen ein Schallfeld, in dem die Schallquelle unvergleichlich viel stabiler ortbar ist als bei konventionellen Beschallungsanlagen. Das WFS-Klangsystem IOSONO wurde vom Fraunhofer-Institut für Digitale Medientechnologie IDMT im Umfeld der Technischen Universität Ilmenau für den Forschungsbereich entwickelt und wird unter dem Namen IOSONO von dem Unternehmen Barco vertrieben. International ist die Wellenfeldsynthese derzeit an mehreren Universitäten Forschungsgegenstand. Die rasante Entwicklung im Bereich der digitalen Signalprozessoren macht das Verfahren zukünftig selbst im Heimbereich zu einer möglichen Alternative zu den konventionellen, kanalbasierten Verfahren, zumal auch diese bei weiter steigender Kanalzahl mit zunehmenden Akzeptanzproblemen konfrontiert sind.
Die TU Berlin hat zusammen mit dem WDR am 29. Juli 2008 ein Konzert aus dem Kölner Dom live in WFS in ihren Hörsaal 104 übertragen. Das Auditorium mit 650 Sitzplätzen ist mit der weltweit bisher größten Beschallungsanlage nach dem Prinzip der Wellenfeldsynthese ausgestattet. Ein aus insgesamt 2700 Lautsprechern bestehendes Band umläuft dazu den Hörsaal etwa auf Ohrhöhe der Zuhörer; hinzu kommen Frontbeschallung sowie Deckenlautsprecher für Höheninformationen. Angesteuert werden die Lautsprecher über digitale Datenleitungen mit 832 unabhängigen Signalen, die ihrerseits von einem Cluster aus 16 Rechnern generiert werden.